# Plaiu (okręg Prahova)
Plaiu – wieś w Rumunii, w okręgu Prahova, w gminie Provița de Sus. W 2011 roku liczyła 510 mieszkańców.